# Planeta de lava

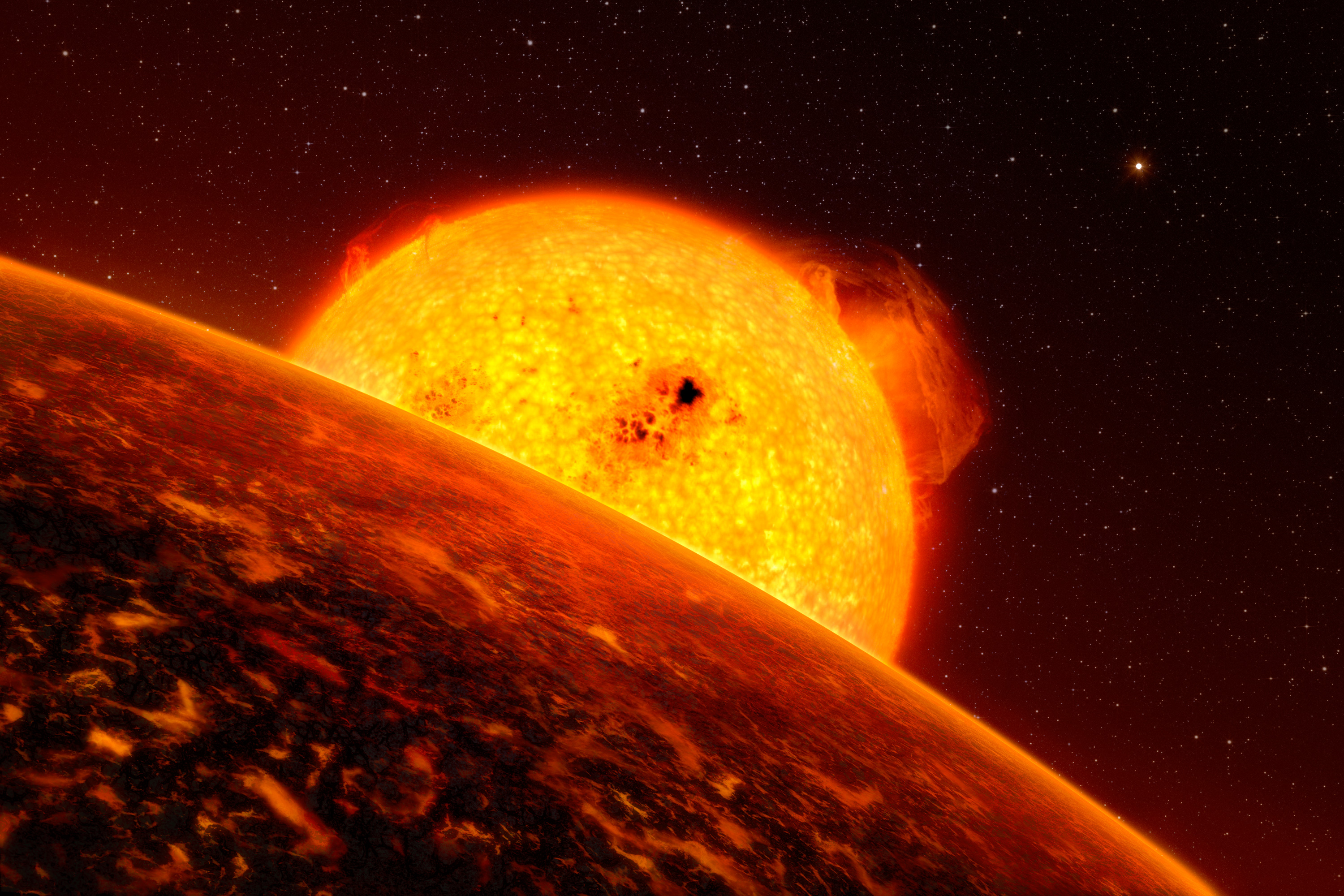
Impressão artística de COROT-7b, um provável exoplaneta de lava.

Um planeta de lava é um tipo de planeta terrestre hipotético, com uma superfície composta exclusivamente ou principalmente de lava derretida.
As teorias mais aceitas sobre as circunstâncias em que esses tais planetas podem surgir são:
- Logo após a sua formação.
- Em caso de haver sofrido recentemente um grande evento de colisão.
- Em caso de ter uma órbita muito pequena em relação a sua estrela, que envolve uma intensa irradiação e gigantescas forças de maré.

## Condições
É muito provável que os planetas de lava estão orbitando muito perto da sua estrela. Em planetas com órbitas excêntricas, a gravidade da estrela próxima distorce o planeta periodicamente, resultando em um grande atrito que iria aumentar o seu calor interno. Este aquecimento de maré poderia derreter rochas em magma, que, em seguida, entraria em erupção através de vulcões em um processo semelhante ao satélite de Júpiter Io. Io é o mundo mais geologicamente ativo do Sistema Solar, com centenas de pontos de lava vulcânica e rachaduras. É provável que exoplanetas que orbitam muito perto de sua estrela tem atividade vulcânica muito maior do que Io, levando alguns astrônomos a usar o termo super Io. Além disso, em tais circunstâncias, estes planetas registrariam níveis significativos de radiação estelar, que poderia derreter a crosta da superfície diretamente em lava. Em um planeta gravitacionalmente ancorado poderia existir um grande oceano de magma em sua parte iluminada, lagos de lava em sua parte oculta e até mesmo chuva rocha causada pela condensação da rocha vaporizada do lado diurno na noite. A massa do planeta deve ser um fator.
O surgimento de placas tectônicas em planetas terrestres está relacionada com a massa planetária, em planetas mais massivos que a Terra são esperados para encontrar intensa atividades tectônicas e vulcânicas.
Acredita-se que protoplanetas tendem a ter intensa atividade vulcânica, resultado de seu calor interno após sua formação, mesmo em relativamente pequenos planetas que orbitam longe das suas estrelas. Os planetas de lava também pode ser resultados de impactos gigantes, típicos nos primeiros bilhões de anos após a formação de sistema estelar. A hipótese do grande impacto, amplamente aceita pela comunidade científica como uma explicação sobre a origem da Lua, propõe a colisão de um corpo do tamanho de Marte (Theia) com a Terra, um fenômeno que, sem dúvida, teria virado nosso planeta em um planeta de lava que lentamente foi se esfriando para desenvolver uma crosta.

## Habitabilidade
Planetas de lava são extremamente hostis à vida como a conhecemos. Qualquer organismo presente em tais planetas deve basear-se numa bioquímica muito diferente das formas de vida terrestres.

## Candidatos
A ausência de mundos de lava no Sistema Solar assume que a sua existência continua a ser teórica. Mesmo Vênus, o planeta mais quente do Sistema Solar, com sua intensa atividade vulcânica e planícies de lava solidificada, está fora desta categoria planetária. É provável que alguns dos exoplanetas encontrados aé agora sejam mundos de lava considerando seu tamanho, massa e órbita; como COROT-7b, Kepler-10b, Alpha Centauri Bb, e Kepler-78b.

## Na ficção
Os planetas de lava foram representados em várias vezes em filmes de ficção científica. Tal como é o caso do planeta Mustafar em Star Wars Episódio III: A Vingança dos Sith.